# Germil (Ponte da Barca)
Germil ist ein Ort und eine ehemalige Gemeinde (Freguesia) im nordportugiesischen Kreis Ponte da Barca. Die Gemeinde hatte 48 Einwohner (Stand 30. Juni 2011).
Am 29. September 2013 wurden die Gemeinden Germil, Entre Ambos-os-Rios und Ermida zur neuen Gemeinde União das Freguesias de Entre Ambos-os-Rios, Ermida e Germil zusammengeschlossen.